# المرآة السوداء: باندرسناتش
المرآة السوداء: باندرسناتش (بالإنجليزية: Black Mirror: Bandersnatch)‏ هو فيلم تفاعلي من عام 2018 ضمن مسلسل الخيال العلمي المرآة السوداء. من كتابة مبتكر المسلسل تشارلي بروكر وإخراج ديفيد سليد. أصدرته نتفليكس يوم 28 ديسمبر 2018 كأول فيلم مستقل في المسلسل.
يستطيع المشاهد في باندرسناتش اتخاذ القرارات نيابة عن الشخصية الرئيسية، وهو ستيفان بتلر (فيون وايتهيد)، مبرمج شاب يقتبس رواية فانتازيا إلى لعبة فيديو خلال ثمانينات القرن العشرين. الفيلم مبني على لعبة فيديو غير صادرة بعد إفلاس الشركة المصممة لها: Imagine Software عام 1984.
نتفليكس كانت قد طرحت فكرة صناعة فيلم تفاعلي على تشارلي بروكر والمنتجة التنفيذية للمسلسل أنابيل جونز في شهر مايو 2017. أدت صعوبة كتابة سيناريو غير خطي إلى إنشاء قسم فرعي متخصص بذلك في نتفليكس، وتطلبت الطبيعة الفريدة للمحتوى تعديلات في استخدام نتفليكس للذاكرة المؤقتة. أخذ تصوير وإنتاج الفيلم وقتا أطول من باقي حلقات المسلسل الاعتيادية. صدر إعلان باندرسناتش يوم 27 ديسمبر 2018، قبل يوم من صدوره.

## روابط خارجية
- المرآة السوداء: باندرسناتش على موقع IMDb (الإنجليزية)
- المرآة السوداء: باندرسناتش على موقع ميتاكريتيك (الإنجليزية)
- المرآة السوداء: باندرسناتش على موقع روتن توميتوز (الإنجليزية)
- المرآة السوداء: باندرسناتش على موقع روتن توميتوز (الإنجليزية)
- المرآة السوداء: باندرسناتش على موقع نتفليكس (الإنجليزية)
- المرآة السوداء: باندرسناتش على موقع ألو سيني (الفرنسية)
- المرآة السوداء: باندرسناتش على موقع أول موفي (الإنجليزية)
- المرآة السوداء: باندرسناتش على موقع فيلمافينيتي (الإسبانية)
- المرآة السوداء: باندرسناتش على موقع قاعدة بيانات الفيلم (الإنجليزية)
- المرآة السوداء: باندرسناتش على موقع ليتربوكسد (الإنجليزية)